# Planques
Planques (flämisch: Planken) ist eine französische Gemeinde mit 104 Einwohnern (Stand 1. Januar 2022) im Département Pas-de-Calais in der Region Hauts-de-France (vor 2016: Nord-Pas-de-Calais). Sie gehört zum Arrondissement Montreuil und zum Kanton Fruges. Hier entspringt der Bach Planquette, der zur Canche entwässert.
Nachbargemeinden von Planques sind Sains-lès-Fressin im Nordwesten, Créquy und Ruisseauville im Norden, Avondance im Nordosten, Fressin im Südwesten sowie Azincourt im Südosten.

## Bevölkerungsentwicklung
| Jahr      | 1962 | 1968 | 1975 | 1982 | 1990 | 1999 | 2007 | 2014 |
| Einwohner | 139  | 131  | 122  | 110  | 95   | 99   | 106  | 92   |

## Sehenswürdigkeiten
- Kirche Notre-Dame-de-l’Assomption (Mariä Himmelfahrt)